# Helge å

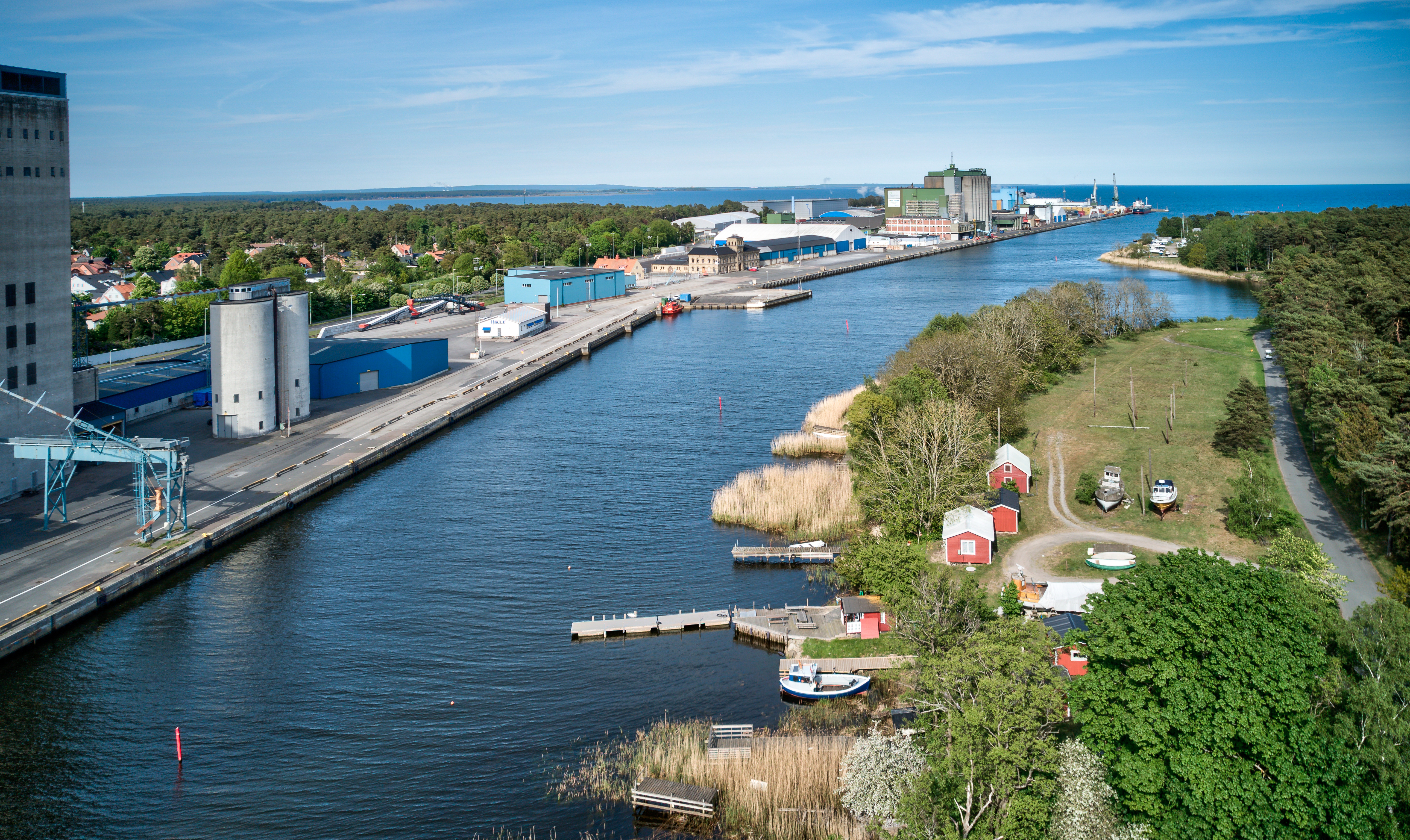
Åns norra utlopp i Åhus

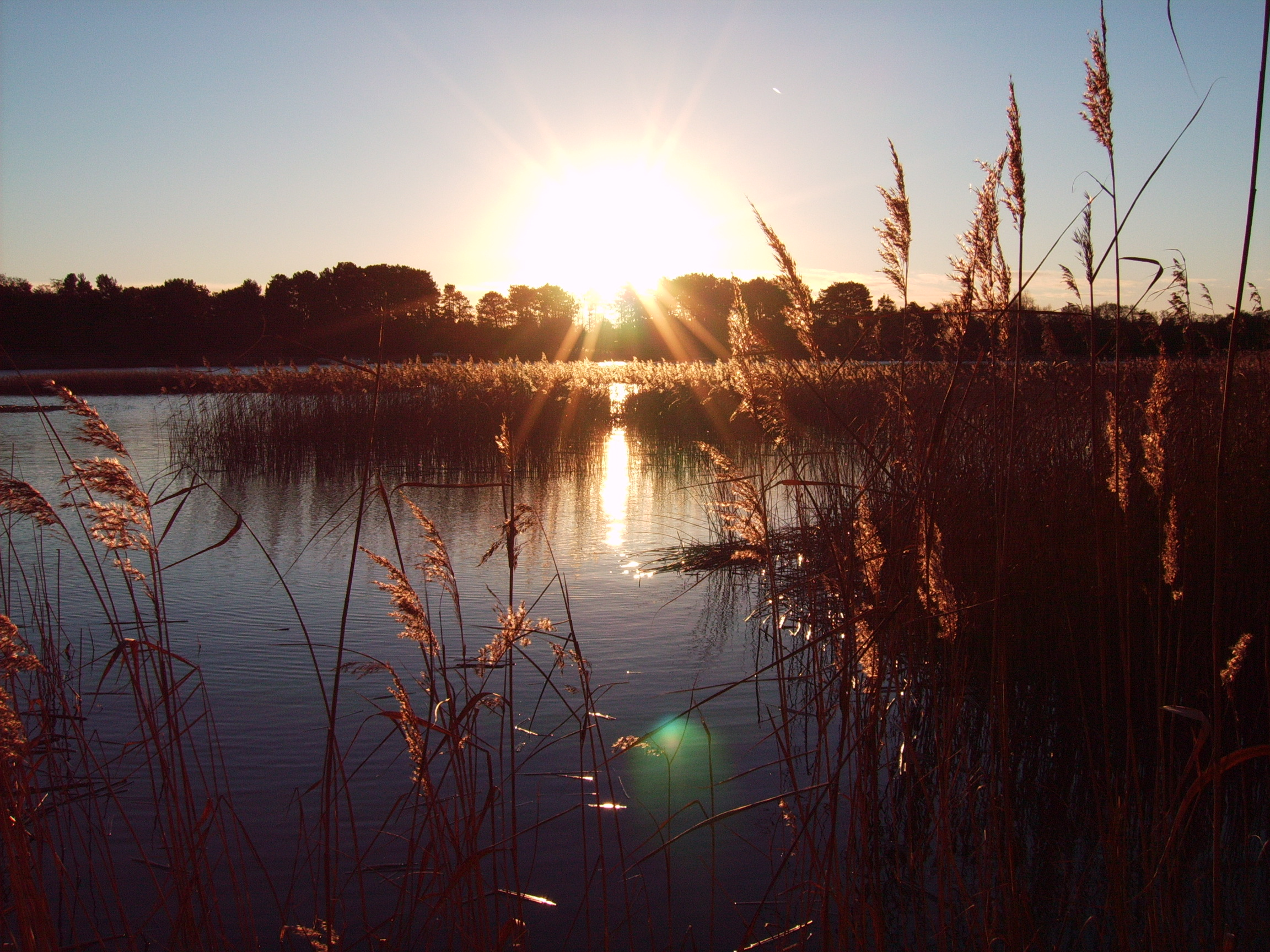
Åns södra utlopp vid Gropahålet

För vattendrag med snarlika namn, se även Helgeån.
Helge å, ibland Helgeån, är Skånes största vattendrag. Åns källflöden finns i det myrrika urbergsområdet på sydsvenska höglandet i trakten av Rydaholm i Jönköpings län och sjön Femlingen i Kronobergs län. Helge å rinner ut i Hanöbukten på Skånes östkust.

## Hydrologiska data och biologiska fakta
Den totala längden är knappt 200 kilometer och hela fallhöjden är ungefär 160 meter. Totala avrinningsområdet har en yta av 4 749 km² och årsmedelflödet är cirka 46 m³/s med stora naturliga variationer i vattenföring över året.
I de södra delarna finns stora våtmarksområden som hyser ett rikt fågelliv. Vid Kristianstad finns biosfärområdet Kristianstads vattenrike. Inom avrinningsområdet finns 14 större sjöar och 16 vattendrag utpekade som nationellt eller regionalt värdefulla. Det finns även 64 Natura 2000-områden varav 14 har bildats på grund av sina höga naturvärden i vattnet.

### I Småland
Helge å är ett större vattendrag. Avrinningsområdet börjar söder om Värnamo. Därifrån rinner Helgeån genom myrrika marker och når den största sjön i avrinningsområdet Möckeln. Sen gör ån båge åt väster innan den rinner in i Skåne strax söder om Delary.
Norrut rinner Helge å i ett skogslandskap, vilket ger åns bruna färg, som beror på humusämnen som lakas ut från skogsmark, hyggen och myrar i norr. I norra Skåne i Osby och Östra Göinge kommun har landskapet samma karaktär av skogslandskap.

### Inom Skåne
Helgeå är inom Skåne 14 mil lång med en fallhöjd på 136 meter och är Skånes största vattendrag. Antalet sjöar och vattendrag som mynnar ut i ån är stort.  Halva sträckan har avverkats då Helgeå rinner genom Osbysjön. Resten av sträckan ned till Hanöbukten kan vattenflödet i Helgeå regleras. Uppströms Torsebro ansluter biflödena Bivarödsån och Almaån, varav den senare är störst och avvattnar Finjasjön, sydväst om Hässleholm. Före utloppet i Hanöbukten rinner ån också genom några mindre sjöar, varav Araslövssjön och Hammarsjön är de största. Av Helgeås totala avrinningsområde (dräneringsområde) kommer det största bidraget från området söder om Osbysjön. Nederbördsområdet för Genastorp kraftverk är 2 138 km² och för Torsebro 3 673  km². Denna stora skillnad beror på alla biflöden, där de största Bivarödsån och Almaån totalt bidrar med 1 146 km2.  
I de nedre delarna av avrinningsområdet, från Torsebro till havet, utgörs omgivningen av ett jordbrukslandskap med stor näringstillgång och bitvis kalkrikt slättlandskap. Här rinner ån långsamt och har liten fallhöjd . Flera mindre åar rinner ner från Linderödsåsen och Nävlingeåsen, och ansluter till Helge å. Vinne å, Vramsån och Mjöån är några exempel.
Norr om Kristianstad vidgar sig Helge å och bildar Araslövssjön, och söder om staden ligger Hammarsjön. Råbelövssjön ansluter via en kanal som mynnar i Kristianstads centrum.
Förr fanns två mindre sjöar, Svarte sjö och Yngsjön, längs ån söder om staden, men dessa dikades ut och är idag torrlagda. Ån mynnade ursprungligen i Åhus, men i samband med en dikning vid högvatten år 1785 skapades det nya utloppet vid Gropahålet.

### Naturvärden
Hela flodområdet är väldigt artrikt med avseende på fisk. Möckelnområdet är nationellt särskilt värdefullt vatten med naturvärdesklass 1. I tillflödet till Möckeln finns Vedåsa naturreservat. Den höga naturvärdesklassen sträcker sig ned i huvudfåran, med biflöden, så långt som till mynningen i havet. Undantaget är en sträcka mellan Genastorp och Knislinge där kunskap ännu saknas. I den skånska delen har nationellt särskilt värdefulla vatten pekats ut i Skeingesjön och i ett område som sträcker sig från Helgeåns inflöde i Skeingesjön och vidare till Osbysjön. Helge ås huvudfåra omges i det här området av våtmarker som har pekats ut som nationellt skyddsvärda inom våtmarksinventeringen. Naturreservat finns vid Hörlinge ängar och reservatsbildning pågår på fler håll. Längst i söder finns Kristianstad vattenrike.

## Vattenkraftverk
De 15 vattenkraftverken i ån hade en kapacitet på 34 MW och levererade ungefär 128,7 GWh 2013. 80 procent av den el som produceras i skånska vattenkraftverk kommer från Helgeåns nio kraftverk. 6 av kraftverken i Helgeån ligger i Småland. Ett av dem ligger i Kristianstads kommun, vid Torsebro. Totalt uppgår vattenkraftproduktionen i Kristianstad kommun till cirka 25 GWh (25 miljoner kWh) årligen.
Helgeån efter Osbysjön är fullt utbyggd. Tillsammans producerar kraftverken genomsnittligt 110 GWh under ett normalår och har en maximal effekt på ungefär 28 MW.  Kraftverken i Helgeå kan regleras som två verk  ett för sträckan Genastorp – Knislinge, som alltid har samma vattenföring, och ett i Torsebro. Bivarödsån och Almaån påverkar Torsebro, vars vattenföring kan bli avsevärt mycket större än de övrigas. Verket är utbyggt för maximalt 70 m³/s medan de övriga kraftverken bara kan ta emot 40 och 50 m³/s. Vattenföringen genom Genastorp styr flödet i kraftverken nedströms. Torsebro har en annan situation. Vattnet rinner från Genastorp till Torsebro på cirka 2,5 timmar. Hästberga vattenkraftverk havererade 2010.
| Nr | Kraftverk            | Byggår               | Ombyggt   | Effekt              | Medelproduktion | Fallhöjd                  | Medelvattenföring m³/s | Raserat      |
| -- | -------------------- | -------------------- | --------- | ------------------- | --------------- | ------------------------- | ---------------------- | ------------ |
| 1  | Torsebro             | 1909                 |           | 6,4 MW              | 25 GWh          | 10,5                      | 38                     |              |
| 2  | Knislinge            | 1925                 |           | 1,1MW               | 4 GWh           | 3,5 m 4,2 efter ombyggnad | 27                     |              |
| 3  | Emsfors              |                      | 2008-2012 | 1,9 MW              | 8 GWh           | 5,8                       | 27                     |              |
| 4  | Nöbbelöv             |                      |           | 4,4 MW              | 16 GWh          | 10,7                      | 26                     |              |
| 5  | Broby                | 1956                 |           | 3,6 MW              | 15 GWh          | 9,0                       | 25                     |              |
| 6  | Njura                |                      |           | 2,92 MW             | 8,5 GWh         | 5,5                       | 24                     |              |
| 7  | Östanå kraftverk     | Började byggas 1908  | 1943      | 1,92 MW             | 7,5 GWH         | 6,4                       | 23                     |              |
| 8  | Genastorps kraftverk | 1969                 |           | 7 MW                | 24 GWh          | 16,3                      | 23                     |              |
| 9  | Hästberga            | 1953                 |           | 1,7(före dammbrott) | 9,5 GWh         | 10 m                      |                        | 2010 Dammras |
| 10 | Kimmelsbygd          |                      |           |                     |                 |                           |                        |              |
| 11 | Delary               | 1921-1922            |           | 1,7                 | 7,5 GWh         | 13 m                      |                        | .            |
| 12 | Fredriksfors         |                      |           |                     |                 |                           |                        |              |
| 13 | Gustavsfors          | 1918.1924 (två verk) |           |                     |                 |                           |                        |              |
| 14 | Diö                  |                      |           | 0,25 MW             | 0,8 GWh         |                           |                        |              |
| 15 | Gemla                |                      |           | 0,055 MW            | 0,25 GWh        |                           |                        |              |

## Historik
År 1026 inföll slaget vid Helgeå, då Knut den store av Danmark besegrade den svenske kungen Anund Jakob och den norske kungen Olav Haraldsson.
Helgeån har haft stor betydelse i såväl förhistorisk tid för lokalisering av boplatser. Som exempel kan nämnas områder med hällkistor i Göteryds församling nära Delary. Under medeltiden och nyare tid har ån varit kraftkälla för kvarnar, sågar, järnbruk, pappersbruk och Torsebro krutbruk. Under 1900-talet var åns kraftverk av stor betydelse då Skåne elektrifierades.

## Miljöproblem
På 1960-talet var ån mycket föroreningsbelastad med tre pappersbruk utmed ån: Delary pappersbruk, Östanå pappersbruk och Broby Industri. Mängder av död fisk påträffades i Helge å under 1960-talet eftersom Broby Industri låtit sitt avloppsvatten rinna rakt ut i ån. Även andra förorenande industrier fanns utmed ån. Det var då tidvis problem med syreförbrukande utsläpp som orsakade fiskdöd. Vattenkvaliteten var dålig och även miljögifter fanns som bland annat påverkade utterbeståndet. Ett resultat av detta var att malen (Silurus glanis) dog ut i delar av flodområdet. Den har nu blivit återinplanterad med gott resultat.

### Hanöbuktens fiskeproblem
Problemen med fiskdöd och fisksjukdomar som stora sår finns inte bara i Östersjön. Problemen finns i Danmark vid den jylländska västkusten. Men Hanöbukten tycks vara värst drabbad och här kan brunt vatten från Helge å spela en roll. Paradoxalt nog tycks åtgärderna mot försurningen i våra sjöar förvärra situationen. Det bruna vattnet har gjort att fiskarna flytt.